# Benno Parthier
Benno Parthier (* 21. August 1932 in Holleben; † 25. August 2019) war ein deutscher Biologe. 
Er war ab 1967 Abteilungsleiter am Institut für Biochemie der Pflanzen in Halle, das zur Forschungsgemeinschaft der Akademie der Wissenschaften der DDR gehörte, und wurde 1975 von der Akademie zum Professor für Molekularbiologie ernannt. Nach der deutschen Wiedervereinigung fungierte er 1991 als Gründungsdirektor und anschließend bis 1997 als geschäftsführender Direktor des Leibniz-Instituts für Pflanzenbiochemie als Nachfolgeeinrichtung des Akademieinstituts, darüber hinaus wirkte er von 1993 bis 1998 als Professor für Zellbiochemie an der Martin-Luther-Universität Halle-Wittenberg. Zwischen 1990 und 2003 war er Präsident der Deutschen Akademie der Naturforscher Leopoldina, der er ab 1974 angehörte. Er erhielt 1997 das Verdienstkreuz 1. Klasse der Bundesrepublik Deutschland und war ab 2007 Ehrenmitglied der Deutschen Botanischen Gesellschaft.

## Leben
Benno Parthier wurde 1932 in Holleben in der preußischen Provinz Sachsen geboren. Er studierte von 1952 bis 1957 Biologie an der Martin-Luther-Universität Halle-Wittenberg und absolvierte seine Diplomarbeit bei Kurt Mothes am Akademie-Institut für Kulturpflanzenforschung in Gatersleben. Von 1958 bis 1961 war er wissenschaftlicher Mitarbeiter am Institut für Botanik der Universität Halle, an der er 1961 mit einer Arbeit aus dem Bereich der Biochemie der Pflanzen promovierte und anschließend bis 1965 als wissenschaftlicher Oberassistent tätig war. Nach einem Studienaufenthalt 1965/1966 an der Universität Stockholm wurde er 1966 Abteilungsleiter des 1960 gegründeten Instituts für Biochemie der Pflanzen (IBP) der Akademie der Wissenschaften der DDR (AdW) in Halle. 1967 wurde er ebenfalls in Halle habilitiert und im selben Jahr Leiter der Abteilung für Molekularbiologie am IBP, acht Jahre später wurde er von der AdW zum Professor für Molekularbiologie ernannt.
Von 1984 bis 1986 wirkte er als stellvertretender Direktor sowie ab Mai 1990 in Nachfolge von Klaus Müntz als Direktor des IBP. Nach der deutschen Wiedervereinigung war er 1991 Gründungsdirektor von dessen Nachfolgeinstitution, dem heutigen Leibniz-Institut für Pflanzenbiochemie, das er von 1992 bis 1997 auch als geschäftsführender Direktor leitete. Darüber hinaus erhielt er 1993 einen Ruf auf eine Professur für Zellbiochemie an die Universität Halle. Im Jahr 1998 wurde er emeritiert. Ab 1991 war er Mitglied des Wissenschaftsrates, des wichtigsten wissenschaftspolitischen Beratungsgremiums in Deutschland, und fungierte von 1992 bis 1997 als dessen stellvertretender Vorsitzender.
Schwerpunkte der Forschung von Benno Parthier waren die genetischen, molekularbiologischen und biochemischen Grundlagen der Biosynthese und der Wirkung der Jasmonate, einer Gruppe der Phytohormone, sowie die Biosynthese von Nukleinsäuren und Proteinen und die Zelldifferenzierung in Pflanzen. Er veröffentlichte etwa 200 wissenschaftliche Publikationen und war Mitherausgeber mehrerer Fachzeitschriften. Am 25. August 2019 starb er im Alter von 87 Jahren.

## Ehrungen und Auszeichnungen
Benno Parthier wurde 1974 in die Deutsche Akademie der Naturforscher Leopoldina aufgenommen und fungierte von 1978 bis 1987 als Mitglied im Präsidium und Sekretär für Naturwissenschaften sowie anschließend bis 1990 als Vizepräsident für Naturwissenschaften. Im selben Jahr zum 24. Präsidenten gewählt, folgte er dem Physiker Heinz Bethge im Amt, das er bis 2003 ausübte. Sein Nachfolger wurde der Mediziner Volker ter Meulen. Die Leopoldina ehrte ihn im selben Jahr mit der Cothenius-Medaille, der höchsten Auszeichnung der Akademie.
Er gehörte ab 1982 als korrespondierendes sowie ab 1988 als ordentliches Mitglied der Akademie der Wissenschaften der DDR an und war seit 1994 außerordentliches Mitglied von deren Nachfolgeinstitution, der Berlin-Brandenburgischen Akademie der Wissenschaften. Darüber hinaus war er seit 1978 Mitglied der Sächsischen Akademie der Wissenschaften sowie seit 1988 korrespondierendes Mitglied der Bayerischen Akademie der Wissenschaften und seit 1989 der Nordrhein-Westfälischen Akademie der Wissenschaften und der Künste. 1990 wurde er in die Academia Europaea und 1991 in die Akademie gemeinnütziger Wissenschaften zu Erfurt aufgenommen, des Weiteren war er auswärtiges Mitglied wissenschaftlicher Akademien in der Ukraine und Polen.
Ab 2007 war Parthier Ehrenmitglied der Deutschen Botanischen Gesellschaft, eine Anerkennung, die gemäß der Satzung der Gesellschaft höchstens 25 lebenden Persönlichkeiten zuerkannt wird. Von der Bayerischen Julius-Maximilians-Universität Würzburg wurde ihm die Ehrendoktorwürde verliehen. Darüber hinaus erhielt er 1997 das Bundesverdienstkreuz und 2007 den erstmals verliehenen Hans-Olaf-Henkel-Preis für Wissenschaftspolitik, der von der Leibniz-Gemeinschaft vergeben wird. Am 4. Mai 2018 wurde ihm für sein ehrenamtliches wissenschaftspolitisches Engagement, insbesondere in der schwierigen Mittlerrolle zwischen den Wissenschaftlern der neuen und alten Bundesländer sowie zwischen Wissenschaft und Politik, der Verdienstorden des Landes Sachsen-Anhalt verliehen.

## Werke
- Von der Zelle zum Molekül: Einführung in die Molekularbiologie. Leipzig 1971 (als Mitautor)
- Eiweiße: Grundstoffe des Lebens. Leipzig, Jena und Berlin 1976
- Cell Differentiation: Molecular Basis and Problems. Berlin 1982 (als Mitautor)
- Die Leopoldina – Bestand und Wandel der ältesten deutschen Akademie. Festschrift des Präsidiums der Deutschen Akademie der Naturforscher Leopoldina zum 300. Jahrestag der Gründung der heutigen Martin-Luther-Universität Halle-Wittenberg 1994. ISBN 3-928466-05-4.
- 350 Jahre Leopoldina – Anspruch und Wirklichkeit: Festschrift der Deutschen Akademie der Naturforscher Leopoldina. Halle 2002 (als Mitherausgeber)